# Пејтон (Колорадо)
Пејтон (енгл. Peyton) насељено је место без административног статуса у америчкој савезној држави Колорадо.

## Демографија
По попису из 2010. године број становника је 250.
| Група             | 2000.    | 2010.       |
| Белци             | 0 (0,0%) | 209 (83,6%) |
| Афроамериканци    | 0 (0,0%) | 2 (0,8%)    |
| Азијати           | 0 (0,0%) | 2 (0,8%)    |
| Хиспаноамериканци | 0 (0,0%) | 33 (13,2%)  |
| Укупно            | 0        | 250         |